# Otilia Mó Romero
Otilia Mó Romero (Puenteareas, 24 de diciembre de 1947) es una investigadora española, catedrática de Química Física en la Universidad Autónoma de Madrid (UAM), especialista en química teórica y modelización computacional. En su larga trayectoria profesional, ha sido Vicedecana de estudiantes y Directora del Departamento de Química de la UAM. Además, es reconocida por haber sido una de las mujeres con más artículos publicados en la revista Journal of Physical Chemistry.
Uno de sus logros en la reducción de la brecha de género en el ámbito de la ciencia ha sido la creación de un grupo de científicas españolas de gran reconocimiento mundial, y por lo tanto su labor en el campo del feminismo la llevó a ser secretaria del Instituto Universitario de Estudios de la Mujer de la UAM desde 1990 al 1991, y directora de la misma del 1991 al 1995.

## Trayectoria
Mó es hija de Dorinda Romero y José Mó. Está casada con Manuel Yánez, profesor de Química Física en la UAM, y tiene tres hijas. Una de ellas ha seguido sus pasos, María Yanez-Mo, y es investigadora en el Instituto de Investigación Sanitaria Princesa (IIS-IP), en la UAM y tiene experiencia en Biología celular e Inmunología.
Se licenció en Ciencias Químicas con premio extraordinario en 1970 por la Universidad de Santiago de Compostela y cuatro años después, en 1974 se doctoró en la UAM, con su tesis bajo el título El estudio teórico de Complejos de Transferencia de carga, con premio extraordinario. En los dos años siguientes siguió formándose, ocupando el cargo de Postdoctoral Research Associated en Universidad Carnegie Mellon de Pensilvania con el Premio Nobel de Química de 1998 John A. Pople. 
A su vuelta a España en 1976, inició su carrera en la UAM como interina y obtuvo en 1983 la plaza de profesor titular universitario; de 1996 a 1999 fue Vicedecana de Estudiantes en la Facultad de Ciencias. En 2000, ganó la plaza de catedrática y cuatro años más tarde fue nombrada Directora del Departamento de Química hasta 2008. Durante esos años, realizó varias estancias como Visiting Professor en diferentes instituciones académicas del mundo: en 2004 y 2012 en la Universidad d'Évry-Val-d'Essonne, en París; en 2003 en School of Chemistry, en Sídney y en 2012 en Dalhousie University, en Halifax.
Mó participa activamente en el grupo de investigación de estructura e interacción molecular y reactividad química de la UAM, que investiga sobre los enlaces de hidrógeno, enlaces débiles (como el de Berilio) y sustancias para células fotovoltáicas orgánicas. Por otro lado, ha organizado eventos de gran prestigio en la comunidad científica como el Congreso de la World Association of Theoretical and Computational Chemists (WATOC).
Por otro lado, coordina el máster europeo Theoretical Chemistry and Computational Modelling abalado por la etiqueta EuroLabel de la European Chemistry Thematic Network Association (ECTNA) y pertenece al grupo Innovative Training Network (ITN) para el European Joint  Doctorate Theoretical Chemistry and Computational Modelling.

## Reconocimientos
Mó está entre las seis mujeres que más han colaborado en la labor de publicar y difundir el conocimiento científico, con más de 50 artículos en el Journal of Physical Chemistry. Ha sido directora de Programas y Transferencia de Conocimiento del Ministerio de Ciencia e Innovación, y coordinadora científica del programa Consolider-Ingenio, Miembro de la Comisión de Acreditación de profesores Titulares de Ciencias de la Aneca, así como presidenta de la sección de Madrid de la Real Sociedad Española de Química y vicepresidenta de la European Chemistry Thematic Network Association (ECTNA).

## Publicaciones
En sus publicaciones encontramos más de 377 libros (8353 y H=47) y artículos, capítulos de libros.
Estas son algunas de sus publicaciones más citadas:
- O Mó, M Yáñez, J Elguero. Cooperative (nonpairwise) effects in water trimers: an ab initio molecular orbital study. The Journal of chemical physics 97 (9). 6628-6638.[18]
- M Alcamí, O Mo, M Yáñez. Computational chemistry: A useful (sometimes mandatory) tool in mass spectrometry studies. Mass spectrometry reviews 20 (4). ISSN 195-245.[19]
- O Mó, M Yanez, J Elguero. Study of the methanol trimer potential energy surface. The Journal of chemical physics 107 (9). 3592-3601[20]
- O Mó, M Yánez, J Elguero. Cooperative effects in the cyclic trimer of methanol. An ab initio molecular orbital study. Journal of Molecular Structure: THEOCHEM 314 (1-2), 73-81[21]
- L González, O Mó, M Yáñez. High level ab initio and density functional theory studies on methanol–water dimers and cyclic methanol (water)2 trimer. The Journal of chemical physics 109 (1), 139-150[22]
- L González, O Mó, M Yáñez, J Elguero. Cooperative effects in water trimers. The performance of density functional approaches. Journal of Molecular Structure: THEOCHEM 371, 1-10[23]